# Rouvres-la-Chétive
Pour les articles homonymes, voir Rouvres.
Rouvres-la-Chétive est une commune française située dans le département des Vosges en région Grand Est.
Ses habitants sont appelés les Roburiens.

## Géographie

### Localisation

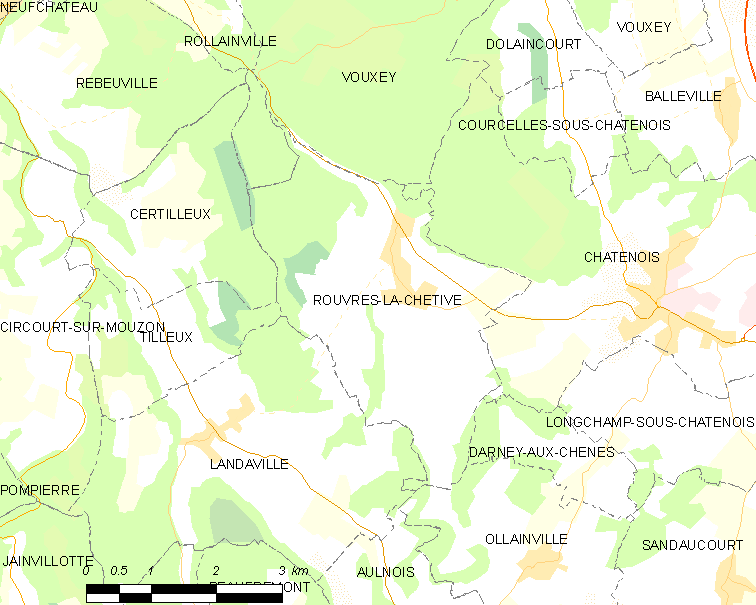
Commune de Rouvres-la-Chétive

La commune est située à 10 km au sud-est de Neufchâteau, chef-lieu d'arrondissement et sous-préfecture des Vosges, et à environ 60 km à l'ouest d'Épinal, préfecture des Vosges. Le Massif des Vosges s'élève à environ 70 km à vol d'oiseau de la commune, la mer la plus proche est la Manche à environ 380 km.
Le village est situé de part et d'autre d'un ruisseau nommé la Frézelle qui le coupe en deux quartiers distincts. Le centre-bourg est implanté sur la rive gauche du ruisseau, à flanc de colline d'exposition est. L'autre quartier, plus petit, nommé Jennevelle, est sur la rive droite du ruisseau, toujours à flanc de colline mais d'exposition sud-ouest. Cette partie du village est traversée par la route départementale 166 qui relie Châtenois et Neufchâteau. Elle est également surplombée par la forêt domaniale de Neufeys. Une ferme est construite à environ 1,5 km au sud du centre du village.
| Certilleux | Vouxey             |                   |
| Tilleux    | Rouvres-la-Chétive | Châtenois         |
| Landaville | Ollainville        | Darney-aux-Chênes |

### Géologie et relief
La commune se compose de 112,76 hectares de territoires artificialisés (9,96 %), 721,17 hectares de territoires agricoles (63,71 %) et 297,88 hectares de forêts et milieux semi-naturels (26,31 %).
Espaces naturels :
- Quatre zones naturelles d'intérêt écologique, faunistique et floristique (Znieff) :

Pays de Neufchâteau
Carrière vers la voie de Landaville à Rouvres-la-Chétive,
Forêt de Neufeys et gîte à chiroptères à Vouxey,
Vergers et prairies de Rouvres-la-Chétive, Châtenois et Viocourt.
Le territoire de la commune est situé à la périphérie est des côtes et plateaux des Vosges. Il représente une superficie de 1 133 hectares avec une altitude variant de 345  à   483 mètres. Cet espace peut être découpé en deux grandes parties:
- En partie basse, la plaine formée par la Frézelle est principalement constituée de champs cultivés et de prairies. Elle forme un triangle en pente douce dirigé vers le nord. Le village se trouve dans cette partie, au niveau du resserrement de la vallée. Il est entouré de vergers où poussent principalement des mirabelliers, des pruniers et des pommiers.
- En partie haute, le plateau est recouvert de forêt, de friches et de quelques champs céréaliers. La forêt communale occupe un espace de 134 ha, elle est majoritairement constituée de feuillus comme le hêtre ou le chêne. Des sangliers, des chevreuils ainsi que de quelques lièvres peuplent ces lieux qui sont aussi survolés de milans et de buses. Le loup y est également présent par intermittence.

Les roches de surface de Rouvres-la-Chétive sont exclusivement constituées de roches calcaires datant du Jurassique et plus particulièrement, du Toarcien et du Aalénien. Les berges de la Frézelle sont recouvertes d'alluvions récentes, déposées par ses crues successives. La commune ne possède pas de particularité géologique remarquable.

### Hydrographie et les eaux souterraines
Hydrogéologie et climatologie : Système d’information pour la gestion des eaux souterraines du bassin Rhin-Meuse :
Territoire communal : Occupation du sol (Corinne Land Cover); Cours d'eau (BD Carthage),
Géologie : Carte géologique; Coupes géologiques et techniques,
 Hydrogéologie : Masses d'eau souterraine; BD Lisa; Cartes piézométriques.
La commune est située dans le bassin versant de la Meuse au sein du bassin Rhin-Meuse. Elle est drainée par le ruisseau Frezelle,.
Le ruisseau Frezelle, d'une longueur totale de 16,4 km, prend sa source dans la commune  et se jette dans le Vair à Soulosse-sous-Saint-Élophe, après avoir traversé quatre communes.

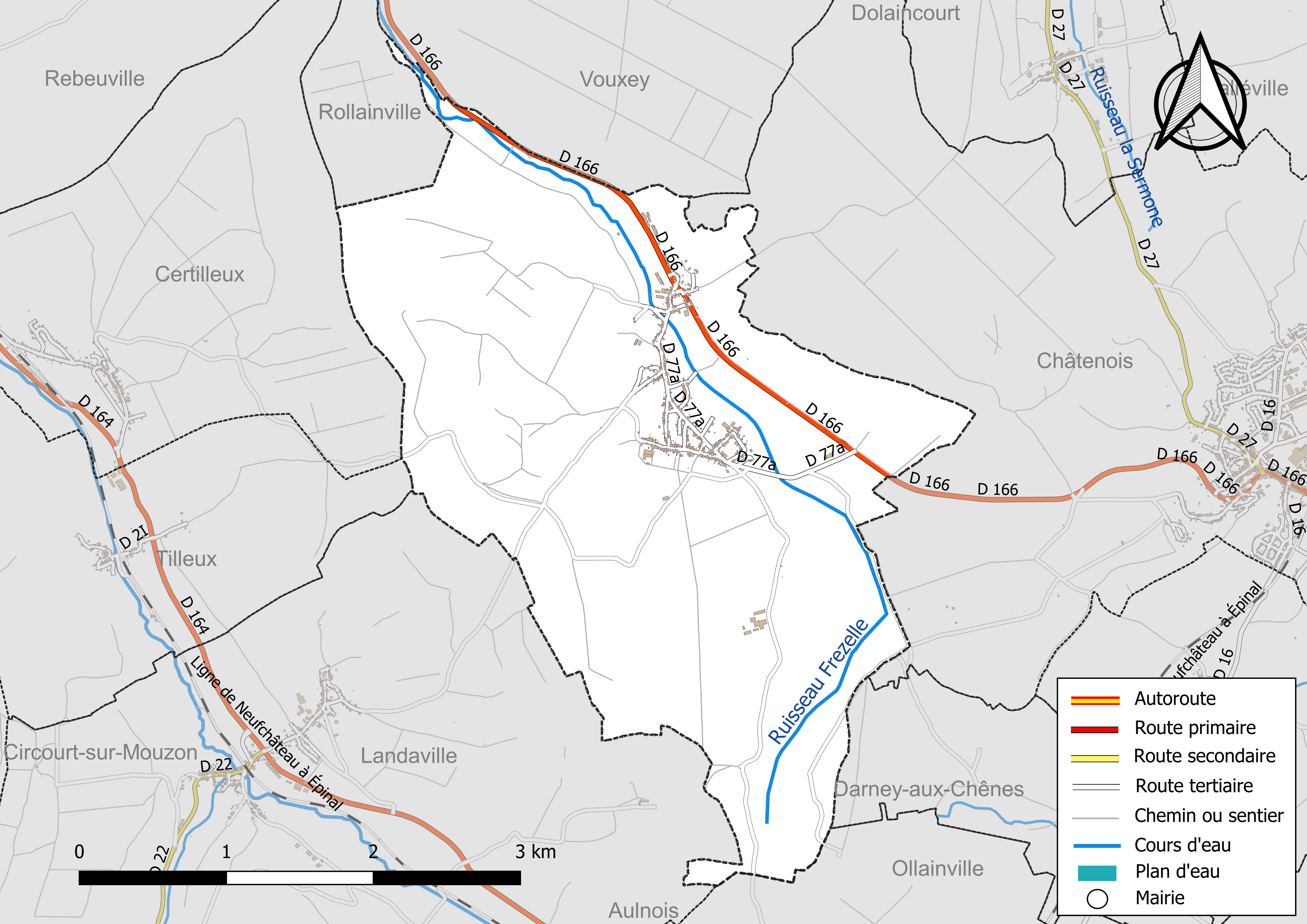
Réseaux hydrographique et routier de Rouvres-la-Chétive.

La qualité des eaux de baignade et des cours d’eau peut être consultée sur un site dédié géré par les agences de l’eau et l’Agence française pour la biodiversité.

### Climat
Pour des articles plus généraux, voir Climat du Grand Est et Climat des Vosges.
En 2010, le climat de la commune est de type climat de montagne, selon une étude du Centre national de la recherche scientifique s'appuyant sur une série de données couvrant la période 1971-2000. En 2020, Météo-France publie une typologie des climats de la France métropolitaine dans laquelle la commune est exposée à un climat océanique altéré et est dans la région climatique  Lorraine, plateau de Langres, Morvan, caractérisée par un hiver rude (1,5 °C), des vents modérés et des brouillards fréquents en automne et hiver. 
Pour la période 1971-2000, la température annuelle moyenne est de 9,2 °C, avec une amplitude thermique annuelle de 16,9 °C. Le cumul annuel moyen de précipitations est de 982 mm, avec 13,3 jours de précipitations en janvier et 9,5 jours en juillet. Pour la période 1991-2020, la température moyenne annuelle observée sur la station météorologique de Météo-France la plus proche, « Rollainville », sur la commune de Rollainville à 7 km à vol d'oiseau, est de 10,3 °C et le cumul annuel moyen de précipitations est de 860,3 mm. 
La température maximale relevée sur cette station est de 39,6 °C, atteinte le 25 juillet 2019 ; la température minimale est de −18,2 °C, atteinte le 20 décembre 2009,,. 
Les paramètres climatiques de la commune ont été estimés pour le milieu du siècle (2041-2070) selon différents scénarios d'émission de gaz à effet de serre à partir des nouvelles projections climatiques de référence DRIAS-2020. Ils sont consultables sur un site dédié publié par Météo-France en novembre 2022.

### Voies de communication et transports

#### Voies routières
- La commune est traversée au niveau du quartier de Jennevelle par la route départementale 166 reliant Châtenois à Neufchâteau. Une voie communale, nommée Voie de Landaville, relie la commune au village de Landaville, les autres voies ne mènent qu'à la forêt ou dans les prés.
- A31 (aussi appelée autoroute de Lorraine-Bourgogne). La sortie no 10 Neufchâteau-Châtenois de l'autoroute A31 est située à 6 km.

#### Transports en commun
- Fluo Grand Est.
- Le bus de la ligne LIVO no 41 Mirecourt-Neufchâteau s’arrête à raison de quatre à cinq fois par jour ouvré pour les deux sens dans le village[19]

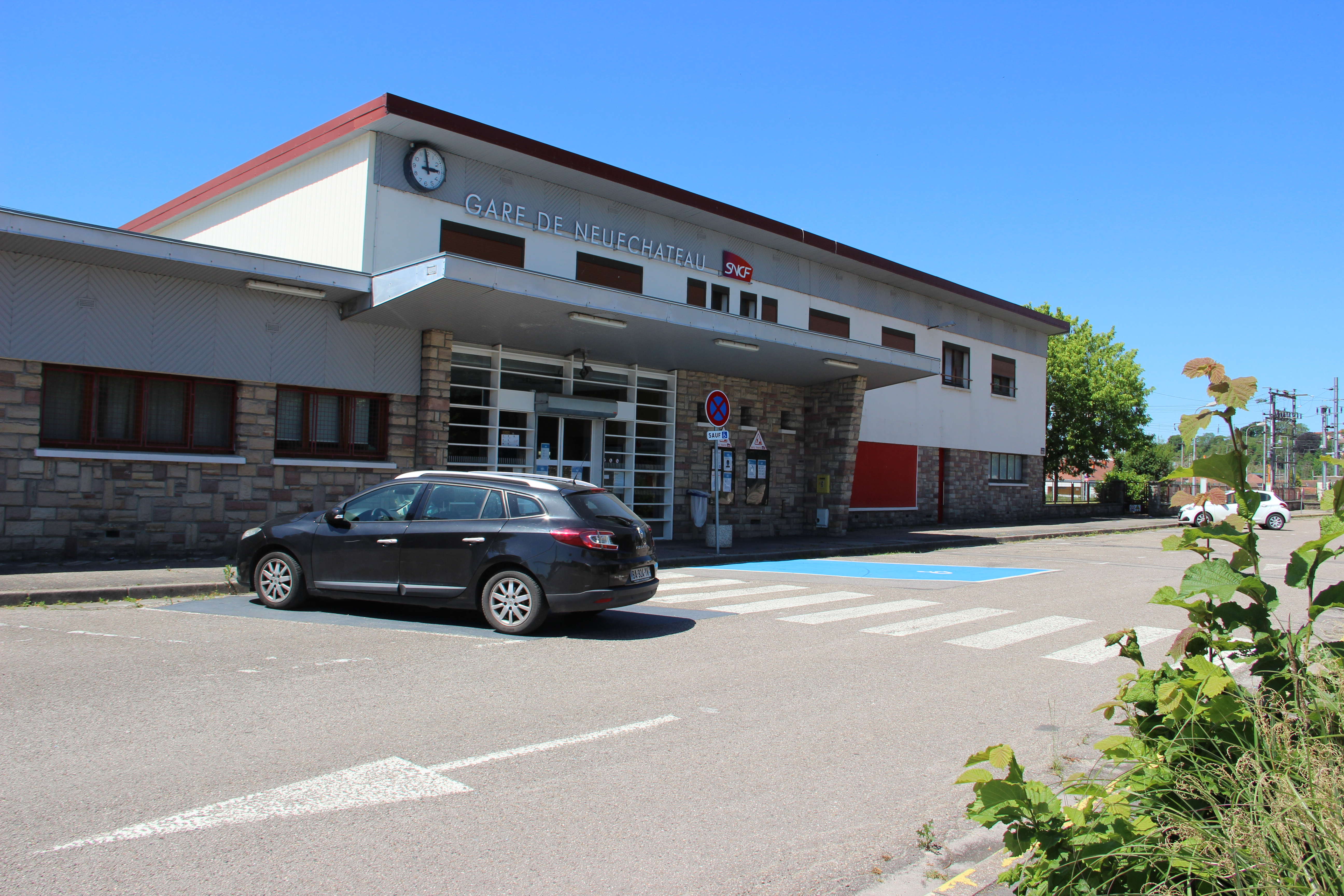
Gare de Neufchâteau.

#### Lignes SNCF
- Le bus de la ligne LIVO permet de rallier la gare SNCF de Neufchateau desservie par les TGV Metz-Toulouse et Metz-Nice ainsi que par des trains TER ralliant Nancy et Dijon et des bus à destination de Vittel, Toul et Épinal[20].

#### Transports aériens
- L'Aéroport d'Épinal-Mirecourt « Vosges Aéroport ».

À partir de l'été 2021, l’aéroport d’Épinal-Mirecourt est devenu le "pélicandrome" de la Zone Est et servira ainsi de base de ravitaillement et d’intervention pour les avions bombardiers d’eau connus sous le nom de Dash 8.
L'aéroport le plus proche est celui d'Épinal-Mirecourt (27 km) offrant des lignes saisonnières et d'affaires.

## Urbanisme

### Typologie
Au 1er janvier 2024, Rouvres-la-Chétive est catégorisée commune rurale à habitat dispersé, selon la nouvelle grille communale de densité à sept niveaux définie par l'Insee en 2022.
Elle est située hors unité urbaine. Par ailleurs la commune fait partie de l'aire d'attraction de Neufchâteau, dont elle est une commune de la couronne,. Cette aire, qui regroupe 72 communes, est catégorisée dans les aires de moins de 50 000 habitants,.

### Occupation des sols
L'occupation des sols de la commune, telle qu'elle ressort de la base de données européenne d’occupation biophysique des sols Corine Land Cover (CLC), est marquée par l'importance des territoires agricoles (63,7 % en 2018), une proportion sensiblement équivalente à celle de 1990 (63,9 %). La répartition détaillée en 2018 est la suivante : 
prairies (38,7 %), forêts (26,4 %), zones agricoles hétérogènes (21,1 %), zones urbanisées (5 %), mines, décharges et chantiers (5 %), terres arables (3,9 %). L'évolution de l’occupation des sols de la commune et de ses infrastructures peut être observée sur les différentes représentations cartographiques du territoire : la carte de Cassini (XVIIIe siècle), la carte d'état-major (1820-1866) et les cartes ou photos aériennes de l'IGN pour la période actuelle (1950 à aujourd'hui).

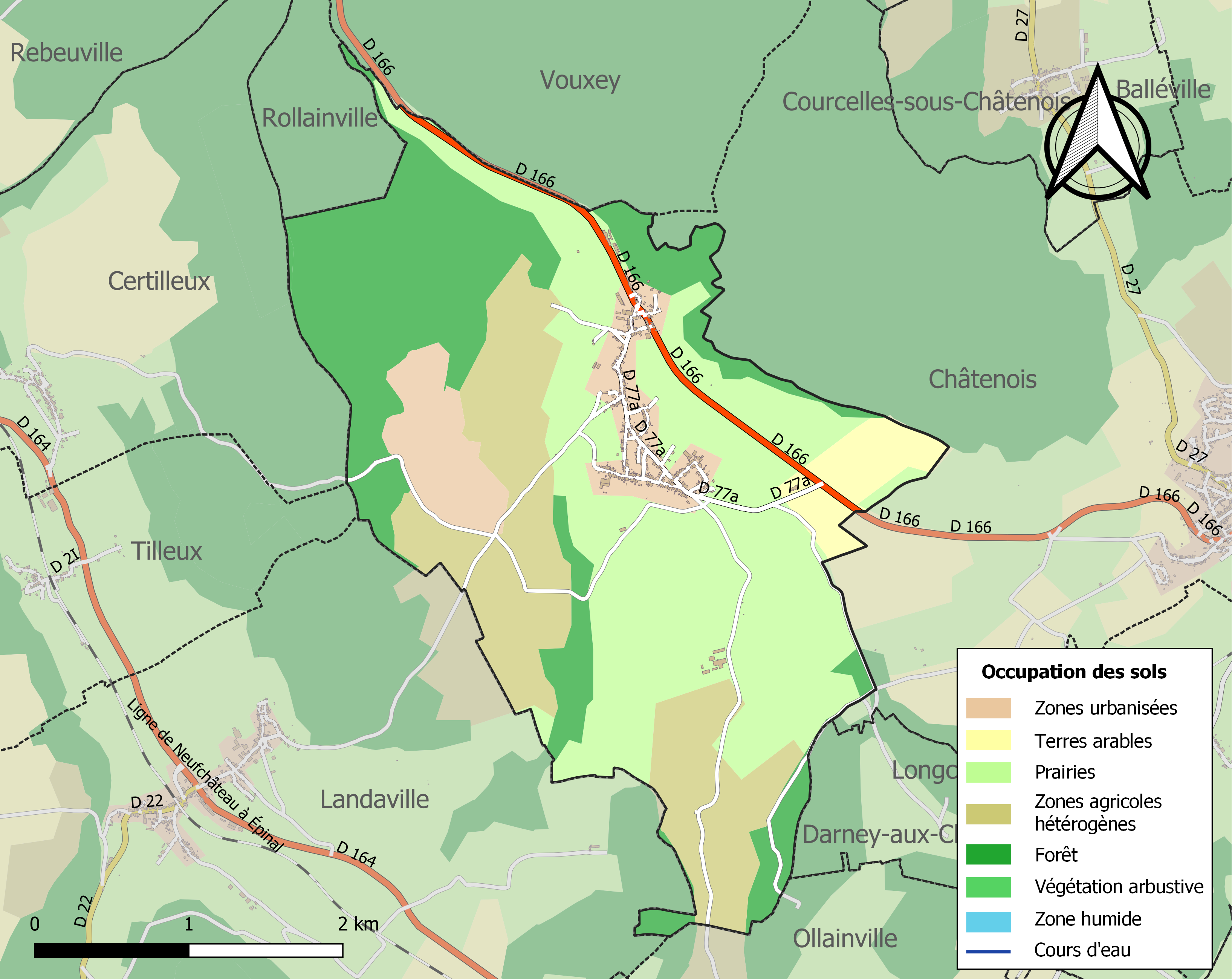
Carte des infrastructures et de l'occupation des sols de la commune en 2018 (CLC).

## Toponymie
| Attestations chronologiques du nom de la commune, : - Medietatem ecclesiæ de Roverio : 1044, Histoire de Lorraine I - Rouvre : 1083, Mettensia - Roneio, Rovero : 1188, Histoire de Lorraine II - Rouvre lès Chatenois : 1281, Bibliothèque de l'Arsenal - Rouvre près la Taiche, Rouvre près la Tainche : 1285, Dom Calmet, Histoire de la Maison du Châtelet - Rovera Castiva : 1402, pouillés de Trèves - Rowra Misera : 1402, - Rouvre la Chaptive : 1402, Archives des Vosges - Rouvre la Chastive : 1532, Archives de Meurthe et Moselle - Rouvre la Chative : XVIIIe siècle, Cassini |

La première mention du village de Rouvres-la-Chétive date du XIe siècle, à cette époque, il portait le nom simple de Rouvre, sans déterminant, ni qualificatif. Ce toponyme faisait référence aux nombreux bois de chênes qui entouraient la localité. Rouvre était une des manières de désigner le chêne à l'époque médiévale, avant qu’il ne tombe en désuétude et ne soit plus employé que comme épithète d'une sorte de chêne, à savoir le chêne rouvre (Quercus petrosa). 
À partir de la fin du XIIIe siècle apparait le déterminant la Taiche, la Tainche ou d'autres expressions pouvant faire référence à l'étang près duquel Rouvres-la-Chétive était implanté.

Rouvres-la-Chétive présente un amusant contraste entre son gentilé Roburiens et son attribut, le premier évoquant la robustesse du chêne rouvre, le second qualifie des terrains ou des bois. Au tout début du XVe siècle, les nombreux bois entourant Rouvres furent détruits, le nom de la commune fut alors traduit en Rowra Misera pour un texte rédigé en latin médiéval, ce qui peut s'apparenter aux noms de Rouvre la Chaptive ou la Chaitive en français.
 
Le nom définitif de Rouvres-la-Chétive a été adopté au moment de la Révolution tant en langue française qu'en langue locale.

## Histoire
Rouvres-la-Chétive faisait partie du bailliage de Neufchâteau.
Son église, dédiée à saint Martin, relevait du diocèse de Toul, doyenné de Châtenois. Le patronage de la cure était à la collation de l’abbé de Saint-Èvre de Toul.

## Politique et administration

### Budget et fiscalité 2023

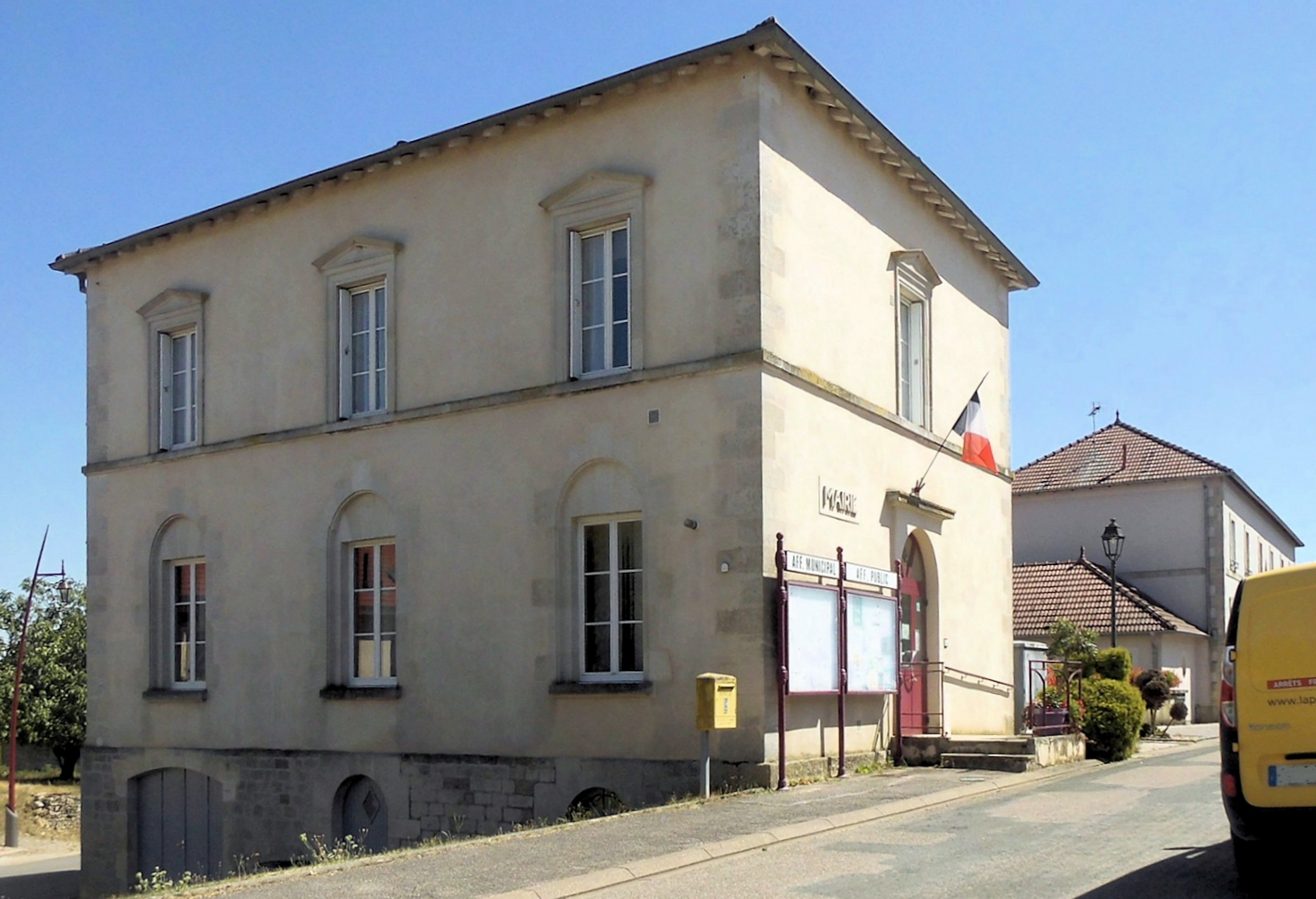
La mairie.

En 2023, le budget de la commune était constitué ainsi :
- total des produits de fonctionnement : 420 000 €, soit 910 € par habitant ;
- total des charges de fonctionnement : 443 000 €, soit 961 € par habitant ;
- total des ressources d'investissement : 308 000 €, soit 669 € par habitant ;
- total des emplois d'investissement : 771 000 €, soit 1 673 € par habitant ;
- endettement : 342 000 €, soit 742 € par habitant.

Avec les taux de fiscalité suivants :
- taxe d'habitation : 21,83 % ;
- taxe foncière sur les propriétés bâties : 35,79% ;
- taxe foncière sur les propriétés non bâties : 18,43 % ;
- taxe additionnelle à la taxe foncière sur les propriétés non bâties : 0,00 % ;
- cotisation foncière des entreprises : 0,00 %.

Chiffres clés Revenus et pauvreté des ménages en 2021 : médiane en 2021 du revenu disponible, par unité de consommation : 21 910 €.

### Liste des maires
| Période                                  | Période                    | Identité             | Étiquette | Qualité                  |
| ---------------------------------------- | -------------------------- | -------------------- | --------- | ------------------------ |
| Les données manquantes sont à compléter. |                            |                      |           |                          |
| mars 1989                                | juin 1995                  | Étienne Fuchs        |           |                          |
| juin 1995                                | mai 2020                   | Claude Thiéry        | DVG       | Retraité ouvrier verrier |
| mai 2020                                 | En cours (au 25 août 2020) | Jean-Claude Marmeuse |           | Technicien               |

## Population et société

### Démographie

#### Évolution démographique
L'évolution du nombre d'habitants est connue à travers les recensements de la population effectués dans la commune depuis 1793. Pour les communes de moins de 10 000 habitants, une enquête de recensement portant sur toute la population est réalisée tous les cinq ans, les populations de référence des années intermédiaires étant quant à elles estimées par interpolation ou extrapolation. Pour la commune, le premier recensement exhaustif entrant dans le cadre du nouveau dispositif a été réalisé en 2004.

En 2022, la commune comptait 459 habitants, en évolution de +1,55 % par rapport à 2016 (Vosges : −2,96 %, France hors Mayotte : +2,11 %).
| 1793 | 1800 | 1806 | 1821 | 1831 | 1836 | 1841 | 1846 | 1856 |
| ---- | ---- | ---- | ---- | ---- | ---- | ---- | ---- | ---- |
| 663  | 694  | 702  | 771  | 826  | 833  | 833  | 800  | 799  |

| 1861 | 1866 | 1876 | 1881 | 1886 | 1891 | 1896 | 1901 | 1906 |
| ---- | ---- | ---- | ---- | ---- | ---- | ---- | ---- | ---- |
| 767  | 691  | 677  | 634  | 632  | 596  | 584  | 570  | 560  |

| 1911 | 1921 | 1926 | 1931 | 1936 | 1946 | 1954 | 1962 | 1968 |
| ---- | ---- | ---- | ---- | ---- | ---- | ---- | ---- | ---- |
| 552  | 472  | 455  | 442  | 410  | 412  | 407  | 419  | 423  |

| 1975 | 1982 | 1990 | 1999 | 2004 | 2006 | 2009 | 2014 | 2019 |
| ---- | ---- | ---- | ---- | ---- | ---- | ---- | ---- | ---- |
| 381  | 384  | 378  | 391  | 412  | 430  | 441  | 456  | 447  |

| 2022 | - | - | - | - | - | - | - | - |
| ---- | - | - | - | - | - | - | - | - |
| 459  | - | - | - | - | - | - | - | - |

### Enseignement
Établissements d'enseignements :
- Écoles maternelles et primaires à Rouvres-la-Chétive, Landaville, Châtenois, Rebeuville, La Neuveville-sous-Châtenois, Circourt-sur-Mouzon.
- Collèges à Châtenois, Neufchâteau, Mandres-sur-Vair, Liffol-le-Grand.
- Lycées à Neufchâteau, Mandres-sur-Vair, Contrexéville.

### Santé
Professionnels et établissements de santé :
- Médecins à Châtenois, Neufchâteau, Gironcourt-sur-Vraine, Bulgnéville, Vicherey, Coussey, Liffol-le-Grand.
- Pharmacies à Châtenois, Neufchâteau, Gironcourt-sur-Vraine, Bulgnéville, Vicherey, Coussey, Liffol-le-Grand.
- Hôpitaux à Neufchâteau, Vittel, Mirecourt, Mattaincourt, Lamarche, Ville-sur-Illon.

### Cultes
- Culte catholique, Paroisse Saint-Jean-Baptiste-au-Pays-de-Châtenois[41], Diocèse de Saint-Dié.

## Vie locale

### Équipements
- Salle polyvalente[42],[43].

### Vie associative
- L’association Solid’A Rythmik, créée le 3 février 2010[44].

### Festivités
- Festival Le Salon Des Enragés[45]
- Spectacle théâtral[46].

## Économie

### Entreprises et commerces

#### Commerces
- Commerces et services de proximité[47].

## Lieux et monuments

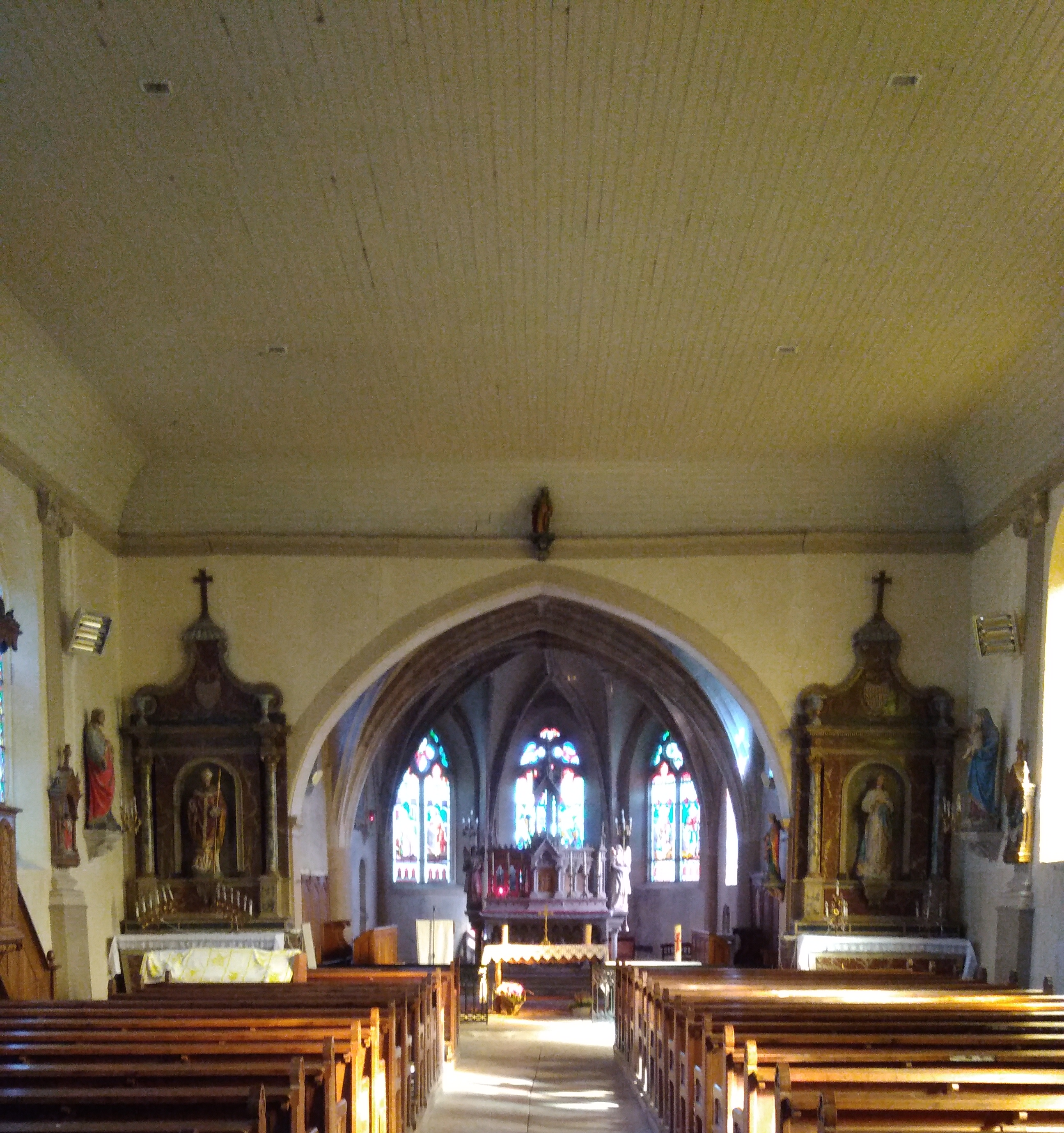
Intérieur de l'église Saint-Maurice.
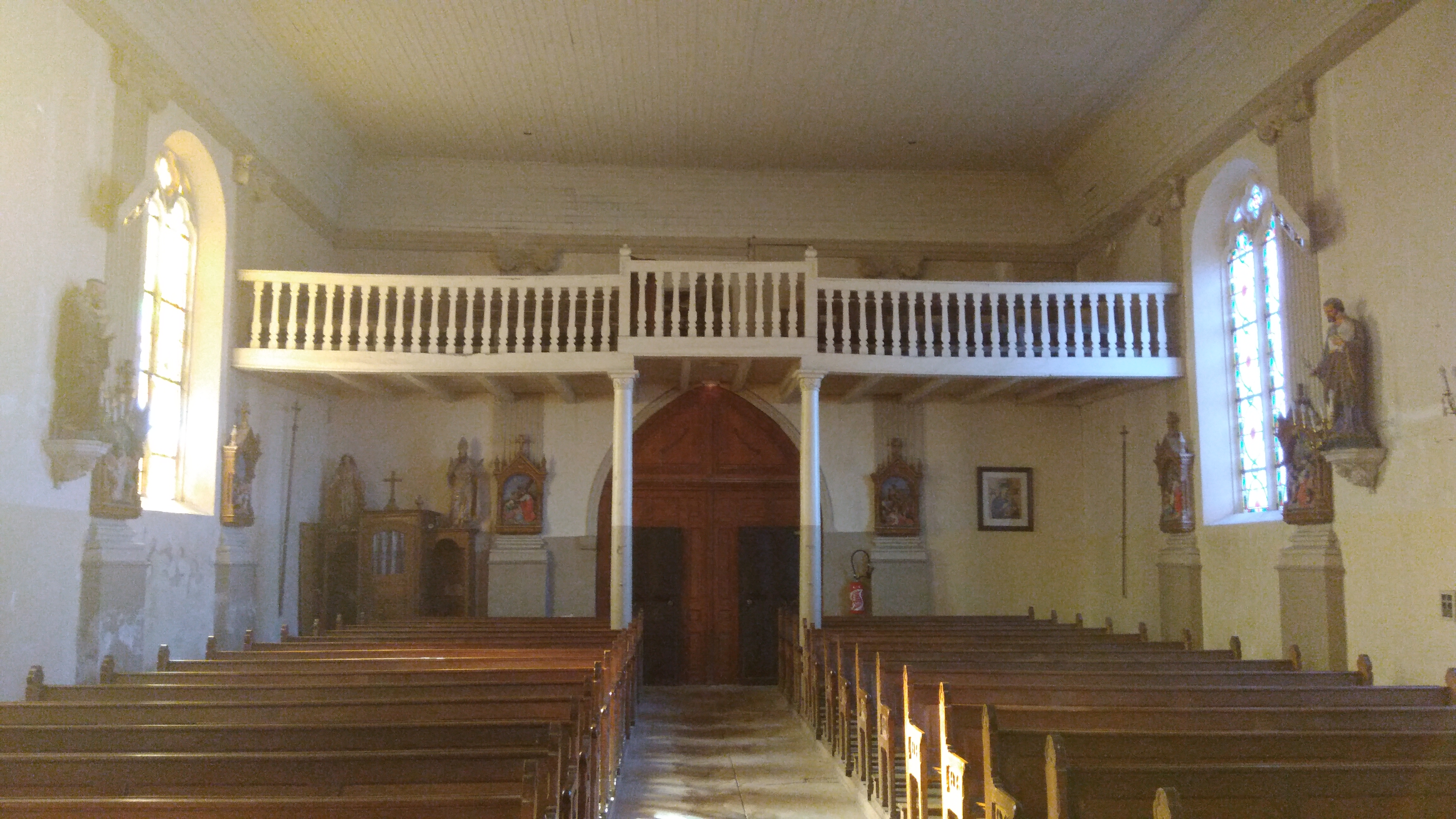
Vue sur la tribune.
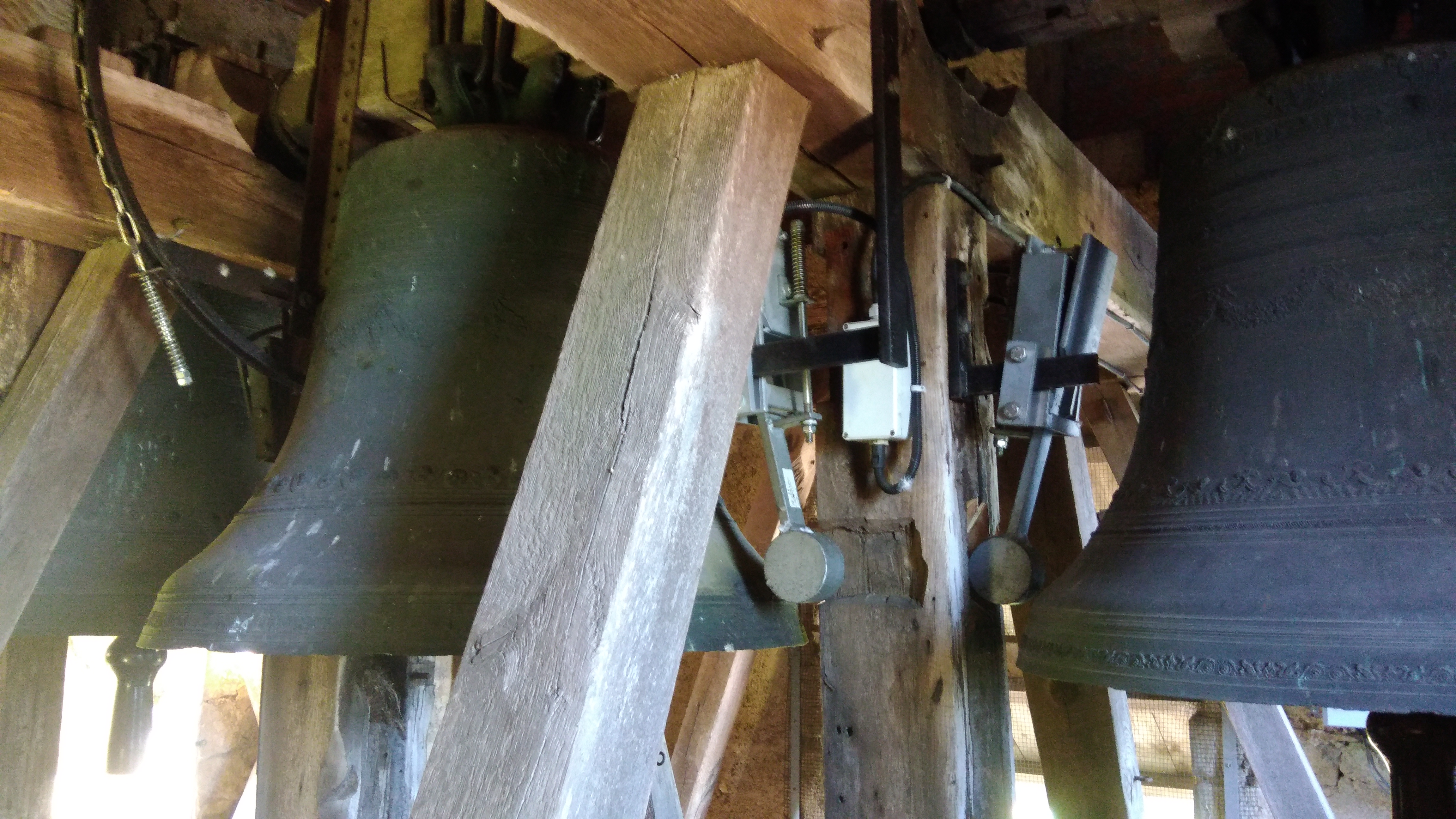
Cloches.
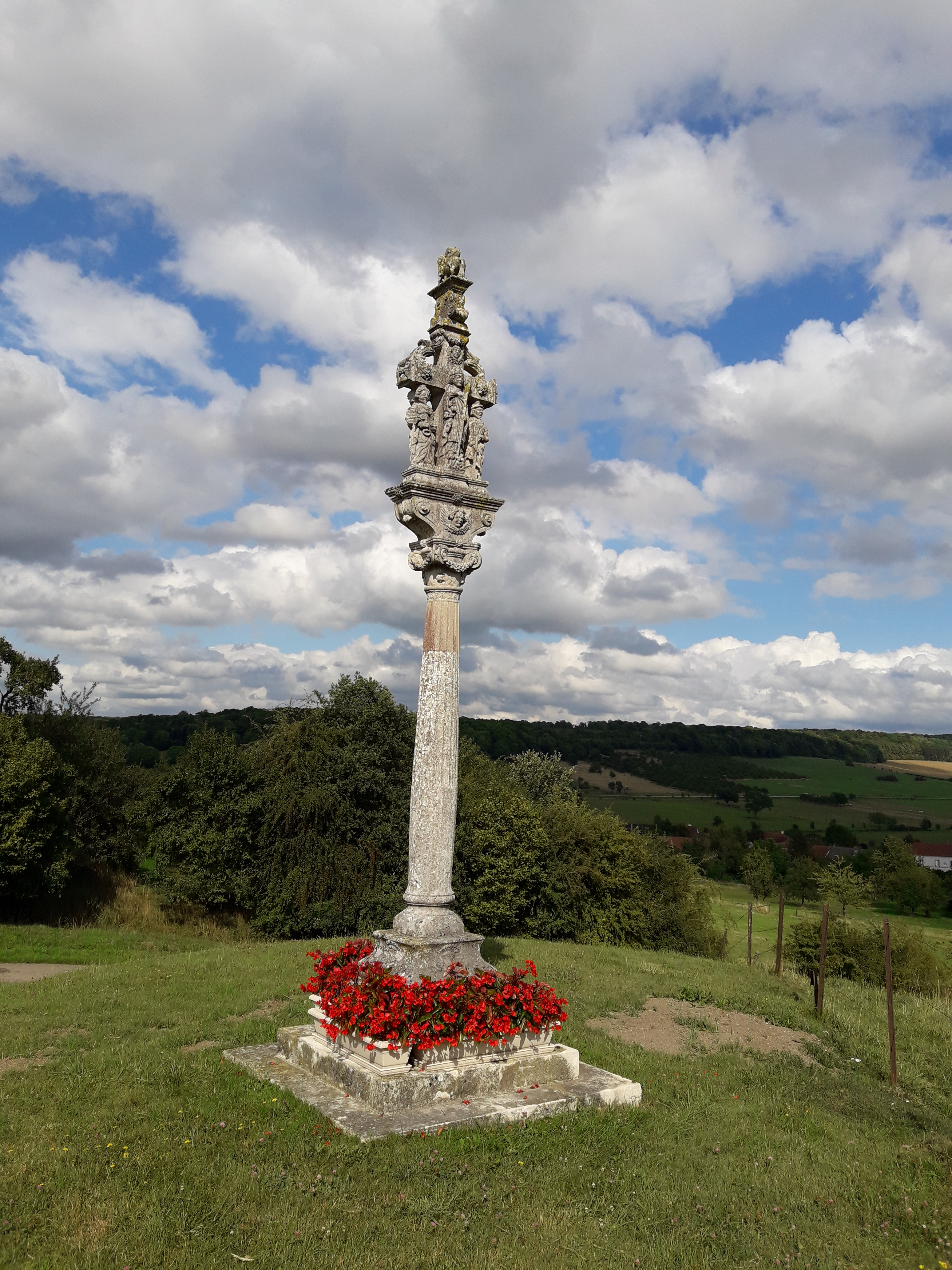
Calvaire au croisement des rues de Landaville et Grande rue.

- L'église Saint-Maurice[48].

Patrimoine mobilier :
* retable : la Crucifixion et les douze apôtres. Il proviendrait de l'abbaye de l'Etanche.
* groupe sculpté : la Mise au tombeau.
- Croix de chemins :

Croix de chemin, rue de Landaville, en pierre datée de 1664 et classée au titre des monuments historiques par arrêté du 14 juin 1909.
Croix de chemin dite Croix Saint-Pierre du XVIe siècle, sur la route d'Épinal, classée au titre des monuments historiques par arrêté du 14 juin 1909. Ces deux croix, ainsi que trois autres, sont décrites en détails dans un article de l'abbé Chapelier.
- Patrimoine rural recensé par le service régional de l'Inventaire général du patrimoine culturel[54].
- Monument aux morts[55],[56],[57].

## Personnalités liées à la commune
- Le vétérinaire et médecin Jean-Joseph Henry Toussaint, spécialiste du choléra des poules en 1878, naquit en 1847 (le 30 avril 1847) à Rouvres-la-Chétive. Il décéda en 1890 (le 3 août 1890) à Toulouse. Il fut également le premier à mettre au point un vaccin efficace contre le charbon, atténué par du bichromate de potassium. Ses travaux furent exploités par Louis Pasteur qui s'attribua injustement les mérites de la découverte de ce vaccin efficace contre le charbon. Dans l'expérience célèbre de Pouilly-le-Fort, le vaccin contre le charbon utilisé par Pasteur fut celui de Toussaint. Pasteur ne le dit pas... mais son neveu, le Dr Adrien Loir, le dit clairement dans son livre "A l'ombre de Pasteur" publié en 1938[58],[59],[60],[61],[62].
- François Brice Poirson, né en 1785, médaille de Sainte-Hélène[63].
- Jules Constant Perron[64].

## Pour approfondir